# Chira lucina
Chira lucina là một loài nhện trong họ Salticidae.
Loài này thuộc chi Chira. Chira lucina được Eugène Simon miêu tả năm 1902.